# Apariciones de payasos en Estados Unidos

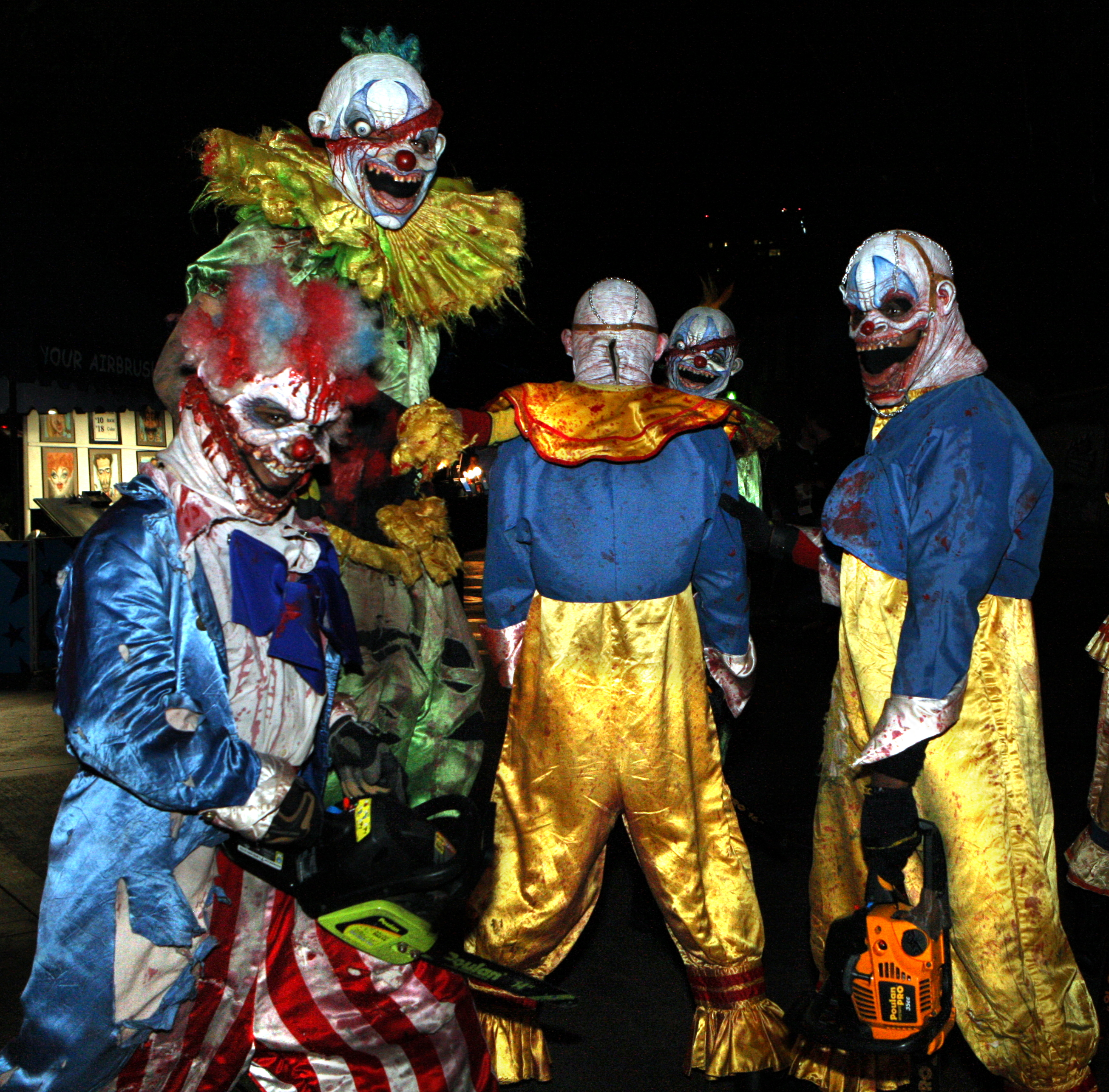
Ejemplo de payaso terrorífico.

Se conoce como apariciones de payasos en Estados Unidos, plaga de payasos o el misterio de los payasos a una serie de acontecimientos que se han producido generalmente en el citado país, a partir de octubre de 2016, aunque se habían registrado hechos aislados en décadas anteriores. También se habían contabilizado casos en el Reino Unido, Francia, Suecia, Canadá, México y otros países. Esta moda se extendió por el resto del mundo gracias a los videos que se fueron difundiendo por las redes sociales, dando lugar al Fenómeno de los payasos de 2016. Personas vestidas de payasos (de similar aspecto a los de las películas de terror), se encuentran vagando por la calle -generalmente de noche- y al cruzarse con alguien comienzan a perseguirlo, mostrando armas blancas en varias ocasiones.

## Antecedentes
Durante el siglo XXI y a fines del XX, Estados Unidos ha sufrido varios tiroteos en donde civiles armados acribillaron a otras personas sin motivo aparente. Hechos así han sucedido en escuelas, cines y universidades.
John Wayne Gacy fue una de las leyendas más conocidas de los años 70, cuando un grupo de estudiantes de Massachusetts dijo que un payaso los estaba tratando de llamar a una camioneta, uno de los estudiantes llamado David Daniel fue uno de los sobrevivientes al primer ataque de John. Daniel es el único vivo para relatar el procedimiento de John Wayne Gacy; el cual consistía en atarlos, torturarlos de diversas formas y sodomizarlos sexualmente, y por último: estrangularlos.

### Payasos fantasmas de 1981
En mayo de 1981 en la ciudad de Boston, Massachusetts cuando varios niños reportaron a las que dos personas disfrazadas de Payasos les ofrecieron dulces en una camioneta negra. La escuela y padres fueron alertados pero se reportó que el incidente se repordujo en otras ciudades y condados de los Estados Unidos pero no se confirmaron detenciones.

### Décadas de 1980, 1990 y 2010
El fenómeno se repitió en 1988, 1991, 1992, 1994, 1997 y 2008 se reportaron pero no hubo detenciones y pasó desapercibido como una broma pesada.

### Homicidio de Marlene Warren
El 26 de mayo de 1990, en Wellington, Florida, Marlene Warren abrió la puerta de su casa cuando un payaso de ojos marrones que llevaba flores y globos. Le disparó en la cara, se fue del lugar en un automóvil Chrysler LeBaron blanco y nunca fue visto de nuevo. El caso se resolvió 27 años después cuando la Policía de Palm Beach (Florida, EE. UU.) anuncio la detención Sheila Sheltra Keen Warren antigua amante y en la actualidad esposa del viudo Michael Warren,utilizando técnicas modernas de investigación forense señalándola como la asesina de Marlene Warren

### DM Pranks (2013-2016)
En 2013, cuando comenzó, se apuntó a los vídeos de DM Pranks en Youtube, en los que un humorista disfrazado de payaso asusta a transeúntes. Los vídeos publicados en el perfil DmPranksProductions, dedicado en exclusiva a bromas de mal gusto grabadas con cámara oculta, acumula más de 600 millones de reproducciones en YouTube y entre 2014 y 2016 se repitieron las bromas.

### Payaso de Staten Island 2014
Una persona disfrazada de payaso fue vista por varios vecinos del condado de Staten Island en Nueva York, quienes se atemorizaron por sus apariciones en alta horas de la noche causando pánico de los residentes hasta cuando la compañía de cine Fuzz on the Lens Productions reveló que el personaje formaba parte de una broma cinematográfica.

### Payaso de Wasco 2014
En octubre del 2014 un hombre se disfrazó del payaso Pennywise en Wasco, California y subió fotos a la red social Instagram en su caso, según declaró en una entrevista en la que prefirió mantenerse en el anonimato, se trataba de un proyecto que llevaba a cabo con su mujer en el que pretendía publicar una fotografía cada día del mes de octubre. Sin embargo, antes de terminar el mes, las fotos ya habían desaparecido de su cuenta.

### Los payasos de Jacksonville de 2014
En el 2014 en el mes de octubre, varias cámaras de seguridad de la calle Springfield, de la ciudad de Jacksonville, Florida, captaron una serie de sucesos de sujetos vestidos de payasos que deambulaban por las casas, llegando a entrar a los pórticos de algunos hogares. Aunque algunos mostraron un comportamiento un tanto errático, tal como caminar de un lado a otro de las cercas, otros llegaron hasta la misma puerta y se quedaron viendo fijamente la cámara de seguridad. El más destacado de todos, fue un payaso gordo que luego de localizar la cámara, comenzó a hacer gestos un tanto agresivos y hasta retadores, al grado de tomar una calabaza y pulverizarla de manera grotesca. La policía investigó el caso, pero nunca pudieron encontrar quienes fueron los responsables y los payasos no han vuelto a aparecer.

### Cementerio de Chicago 2015
En julio de 2015 en el cementerio de Rosehill, de la ciudad de Chicago apareció una figura extraña vestida con un traje de payaso amarillo y una peluca de arco iris, fue visto saludando y asustando a los transeúntes.

## Primeras apariciones en septiembre y octubre
El primer llamativo ocurrió en agosto en Green Bay, Wisconsin, cuando apareció un payaso paseando de noche con unos globos negros, no obstante ello era parte de la promoción de un cortometraje independiente de terror del director Adam Krause, que se estrenará para Halloween. Pero desde entonces fueron creciendo las denuncias de apariciones de payasos "terroríficos" en Alabama, Carolina del Sur, Carolina del Norte, Georgia, Misisipi, Maryland, Virginia, Florida, Pensilvania, Ohio y Tennessee.
A comienzos de octubre se registraron casos en 11 de los 50 estados de Estados Unidos. Para ese entonces la policía no consideraba el fenómeno como algo peligroso, aunque se quejaban en los recursos que se gastaban por lo que en ese momento consideraban una suerte de bromas. Según el New York Times un joven de 16 murió apuñalado por andar vestido como payaso. Se reportaban casi diariamente avistamientos de los cuales las autoridades en la mayoría de los casos no encontraba pruebas de su existencia.

### Medidas preventivas
Como medida preventiva, la cadena de comidas rápidas McDonald's ha restringido las apariciones de su personaje el payaso Ronald McDonald. La empresa argumentó que no desea que se asocie a los avistamientos misteriosos de payasos con su personaje. Las escuelas de Reading, en Ohio, cerraron el viernes 30 de septiembre, cuando una mujer denunció haber sido atacada por un payaso. A su vez la escuela de Linderhurst, New Jersey, retuvo a sus alumnos en el colegio porque había reportes de payasos merodeando en zonas cercanas. Las escuelas públicas de New Haven, Connecticut, prohibieron para el 3 de octubre los disfraces de payaso en Halloween por considerarlos "terroríficos".
Para finales de septiembre se sabía de 12 arrestos en varios estados por denuncias falsas, amenazas o por perseguir a la gente, según el New York Times.

### Crecimiento del fenómeno
A raíz de cientos de apariciones de payasos en Estados Unidos y Canadá, el fenómeno se extendió desde América del Norte a Europa, Oceanía y América Latina. El fenómeno de los payasos de 2016 o las apariciones de payasos es un fenómeno social a través del cual se dieron multitud de apariciones de personas disfrazadas de payasos, a menudo descritos como espantosos, inquietantes o terroríficos. Estas apariciones comenzaron en Estados Unidos expandiendo ce en México, El 5 de octubre, los residentes de Monterrey (Nuevo León) advirtieron en Facebook que ladrones vestidos de payasos estaban presentes en la zona. El grupo de Facebook alertó de que los payasos habían agredidos a los transeúntes que regresaban a sus casas [cita requerida].29 30
En la madrugada del 7 de octubre varias fuentes de noticias informaron de que dos payasos fueron encontrados muertos en Ecatepec, municipio de la Ciudad de México, posiblemente debido a una paliza de muerte por un grupo de personas después de los payasos les asustasen.
El 9 de octubre, un joven payaso enmascarado fue detenido por llevar un hacha mientras caminaba por una calle de Mexicali, Baja California [cita requerida].